# 知られざるガリバー〜エクセレントカンパニーファイル〜
『知られざるガリバー〜エクセレントカンパニーファイル〜』（しられざるガリバー エクセレントカンパニーファイル）は、テレビ東京系列で2017年10月1日から放送されている経済ドキュメンタリー番組。トラスコ中山が製品ブランドの「TRUSCO」（トラスコ）名義でスポンサーに付く単独提供番組でもある。
2018年3月25日までの番組タイトルは『知られざるガリバー〜消費者の知らないエクセレントカンパニー〜』（しられざるガリバー しょうひしゃのしらないエクセレントカンパニー）で、同年9月30日までは毎週日曜日の17:30 - 18:00、翌週（10月6日）からは毎週土曜日の18:00 - 18:30に放送されている。

## 概要
日本ではあまり知られていないものの、世界に誇れるほどの優良企業（エクセレントカンパニー）から、毎回1社の活動や理念を紹介するドキュメンタリー。
番組のタイトルには、「エクセレントカンパニーの存在を今までより多くの人々に知ってもらうことによって、日本（の社会）に誇りと活力を与えたい」「『日本には誇りに思えるガリバー企業が数多く存在する』という事実を、就職を控えた学生に知って欲しい」という想いを込めている。サブタイトルが『消費者の知らないエクセレントカンパニー』だった時代にはリポーターが登場していなかったが、後者の想いを体現すべく、『エクセレントカンパニーファイル』への改題を機に8名の女子大学生を「ファイリングリポーター」という肩書で起用。「ファイリングリポーター」から1名が「エクセレントカンパニー」を直接取材した模様を、毎回1社ずつ紹介するようになった。
「ファイリングリポーター」には代々、関東圏や関西圏の大学・大学院に在学中の学生から若干名を起用。リポーターの経験者には、学業と並行しながらセント・フォース関連会社の所属としてタレントやキャスターとして活動している女性や、当番組と大学からの卒業後にアナウンサーとしてテレビ東京系列外の放送局へ勤務している女性が多い（詳細後述）。ただし、2022年度からは男子大学生も「ファイリングリポーター」として一部の回に出演する一方で、「ファイリングリポーター」が一切登場しない回もある。
2018年9月30日までは毎週日曜日の17:30 - 18:00に放送されていたが、テレビ東京が同年10月の改編で『BORUTO-ボルト- NARUTO NEXT GENERATIONS』の放送枠を毎週木曜日の19:25 - 19:53から当該時間帯へ移したことに伴って、当番組は同年10月6日から放送枠を毎週土曜日の18:00 - 18:30に変更した。ちなみに、変更後の放送枠では、『137億年の物語』の終了（2014年9月）を機にさまぁ〜ず司会のバラエティ番組（『ポンコツ&さまぁ〜ず』シリーズ→『さまスポ』）が4年間にわたって放送されていた。
2019年9月21日が100回、2021年9月11日が200回、2023年9月16日が300回記念でそれぞれ放送された。
2020年には、日本国内で年頭から新型コロナウイルスへの感染が拡大していることを背景に、新規収録分の放送を5月16日から7月11日まで中断。中断期間中（5月23日から7月4日まで）は、過去に放送済みの回を改めて再放送していた。このような措置は2021年以降も繰り返されていて、同年には3月13日から4月24日・6月12日から7月17日・10月2日から10月23日までの期間にも上記以外の理由（編成上の事情）で再放送を実施している。また、週によっては、特別番組やスポーツ中継などとの兼ね合いで放送自体を休止することがある。
2024年10月5日の放送回からはTVer・ネットもテレ東・U-NEXT・Leminoでの見逃し配信が開始された。

## 出演者

### 現在

#### ナレーター
- 渡辺真理（2018年4月1日 - ）

#### ファイリングリポーター（2025年度）
担当の時点では現役の大学生で、（　）内は在籍中の大学・大学院。
- 延命杏咲実（青山学院大学）※子役俳優の出身でラストアイドルの元・メンバー（第2期生）
- 宮本李菜（龍谷大学→姫路大学）
- 田丸萌夕希（昭和女子大学）
- 蜂谷桃華（同志社大学）
- 野田心優（早稲田大学）
- 永井玲衣（早稲田大学）
- 高橋優乃（青山学院大学）
- 橋本和果（青山学院大学）
- 藤村夕鶴羽（慶應義塾大学）
- 寺田美結（聖心女子大学）
- 井上登美（國學院大学）
- 福田真鈴（大阪教育大学）
- 稲葉美羽（成城大学）
- 村上朝香（甲南女子大学）
- 峯本奈津（津田塾大学）

### 過去（2024年度以前）

#### ナビゲーター兼ナレーター
- 知花くらら（2017年10月1日 - 2018年3月25日）

#### ファイリングリポーター
担当の時点で在籍していた大学からの卒業後に、放送局・フリーランスのアナウンサーやタレントとして活動している人物を中心に記載。
- 東留伽（朝日放送テレビアナウンサー） - 大阪大学への在学中に、セント・フォース関西へ所属しながら担当。
- 久保光代（同上） - 青山学院大学への在学中に、スプラウトへ所属しながら担当。
- 橋本和花子（関西テレビアナウンサー） - 神戸大学への在学中に、セント・フォース関西へ所属しながら担当。
- 田中友梨奈（同上） - 関西学院大学への在学中に、セント・フォース関西へ所属しながら担当。
- 大谷舞風（NHKアナウンサー） - 関西学院大学への在学中に、セント・フォース関西へ所属しながら担当。
- 高木晴菜（テレビ西日本アナウンサー） - 関西学院大学への在学中に、セント・フォース関西へ所属しながら担当。
- 永松野々花（テレビ西日本報道部記者） - 同志社大学への在学中に、セント・フォース関西へ所属しながら担当。
- 畑中里咲（山口放送アナウンサー） - 同志社女子大学への在学中に、セント・フォース関西へ所属しながら担当。
- 吉村恵里子（TBSテレビアナウンサー） - 同志社大学への在学中に、セント・フォース関西へ所属しながら担当。
- 檜垣すみれ（福岡放送アナウンサー） - 関西外国語大学への在学中に、セント・フォース関西へ所属しながら担当。
- 森山みなみ（テレビ朝日アナウンサー） - 法政大学への在学中に、スプラウトへ所属しながら担当。
- 中道詩織（福井テレビアナウンサー） - 中央大学への在学中に、スプラウトへ所属しながら担当。
- 尾形杏奈（メ～テレアナウンサー） - 中央大学への在学中に、スプラウトへ所属しながら担当。
- 林田美学（日本テレビアナウンサー） - 早稲田大学への在学中に、スプラウトへ所属しながら担当。
- 山本里咲（同上） - 國學院大学への在学中に、スプラウトへ所属しながら担当。
- 山中陽菜（ミヤギテレビアナウンサー） - 慶應義塾大学への在学中に、スプラウトへ所属しながら担当。
- 西辻未侑（テレビ新潟アナウンサー） - 上智大学への在学中に、スプラウトへ所属しながら担当。
- 橋本華歩（同上） - 立教大学への在学中に、スプラウトへ所属しながら担当。
- 石渡花菜（フジテレビアナウンサー） - 中央大学への在学中に、スプラウトへ所属しながら担当。
- 吉岡恵麻（同上） - 関西学院大学への在学中に、セント・フォース関西へ所属しながら担当。
- 安藤葵咲（サガテレビアナウンサー） - 成蹊大学への在学中に、スプラウトへ所属しながら担当。
- 氏師みなみ（四国放送アナウンサー） - 同志社大学への在学中に、セント・フォース関西へ所属しながら担当。
- 一坪花音（RSK山陽放送アナウンサー） - 関西学院大学への在学中に、セント・フォース関西へ所属しながら担当。
- 上田芹莉（毎日放送アナウンサー） - 慶應義塾大学への在学中に、スプラウトへ所属しながら担当。
- 杉浦みずき（セント・フォース所属のフリーアナウンサー） - 同志社大学への在学中に、セント・フォース関西へ所属しながら担当。
- 高木由梨奈（同上） - 立教大学への在学中に、スプラウトへ所属しながら担当。
- 田﨑さくら（同上） - 青山学院大学への在学中に、スプラウトへ所属しながら担当。
- 安藤咲良（同上） - 子役俳優としての活動を経て、早稲田大学への在学中に、スプラウトへ所属しながら担当。
- 山本瑠香（同上） - AKB48のメンバー（Team8和歌山県代表）としての活動を経て、関西学院大学への在学中に、セント・フォース関西へ所属しながら担当。
- 松本有紗（ホリプロ所属のタレント） - 東京大学への在学中に、スプラウトへ所属しながら担当。
- 河西歩果（フリーアナウンサー、フィギュアスケート解説者） - フィギュアスケートの元・選手で、競技生活からの引退後（中央大学への在学中）に、スプラウトへ所属しながら担当。
- 楫真梨子（ファッションモデル、ファッションデザイナー） - 立教大学への在学中に、スプラウトへ所属しながら担当。
- 露口祐斗（俳優） - 明治大学への在学中に、ABP inc.へ所属しながら担当。

## 放送休止・延期の備考
年末年始・スポーツ中継・特番などによる放送休止は以下の通り。

### 2017年
- 12月3日は『柔道グランドスラム2017』中継のため。
- 12月31日は『第50回年忘れにっぽんの歌』のため。

### 2018年
- 7月22日は『ザ・ドキュメンタリー 戦い続ける理由～上野由岐子 密着200日～』（再放送）のため。
- 12月29日は『激録・警察密着24時!!～平成最後の戦い～』のため。

### 2019年
- 11月9日は『卓球ワールドカップ』中継のため。

### 2020年
- 1月4日は『土曜スペシャル・ローカル路線バス乗り継ぎの旅Z 第12弾』のため。

### 2021年
- 1月2日は『出川哲朗の充電させてもらえませんか? 新春!絶景伊豆半島温泉パワスポ3時間半SP』のため。

### 2022年
- 1月1日は『孤独のグルメ イッキ見SP』のため。
- 2月5日は『北京オリンピック アイスホッケー女子日本戦&男子モーグル決勝』中継のため。
- 2月12日は当初は通常通り放送予定だったが、『北京オリンピック アイスホッケー女子準々決勝・日本×フィンランド』の中継に変更されたため、予定されていた放送回は2月19日に放送された。
- 10月8日は当初は通常通り放送予定だったが、『世界卓球 女子決勝「日本×中国」／男子準決勝「日本×中国」』の中継に変更されたため、予定されていた放送回は10月15日に1週順延で放送された。
- 12月31日は『第55回年忘れにっぽんの歌』のため。

### 2023年
- 12月30日は『世界!職人ワゴン～ニッポンの技で世界を修理!クロアチア・ハンガリー・ルーマニア～』のため。

### 2024年
- 12月28日は『テレ東系旅の日★ローカル路線バス乗り継ぎの旅!1000キロ超え4時間SP』のため。

## ネット局と放送時間
| 放送対象地域   | 放送局         | 系列           | 放送期間        | 放送時間（JST）              | ネット状況 | 備考     |
| -------------- | -------------- | -------------- | --------------- | ---------------------------- | ---------- | -------- |
| 関東広域圏     | テレビ東京     | テレビ東京系列 | 2017年10月1日 - | 土曜 18:00 - 18:30           | 制作局     | [ 注 1 ] |
| 北海道         | テレビ北海道   | テレビ東京系列 | 2017年10月1日 - | 土曜 18:00 - 18:30           | 同時ネット | [ 注 1 ] |
| 愛知県         | テレビ愛知     | テレビ東京系列 | 2017年10月1日 - | 土曜 18:00 - 18:30           | 同時ネット | [ 注 1 ] |
| 大阪府         | テレビ大阪     | テレビ東京系列 | 2017年10月1日 - | 土曜 18:00 - 18:30           | 同時ネット | [ 注 1 ] |
| 岡山県・香川県 | テレビせとうち | テレビ東京系列 | 2017年10月1日 - | 土曜 18:00 - 18:30           | 同時ネット | [ 注 1 ] |
| 福岡県         | TVQ九州放送    | テレビ東京系列 | 2017年10月1日 - | 土曜 18:00 - 18:30           | 同時ネット | [ 注 1 ] |
| 奈良県         | 奈良テレビ     | 独立局         | 2017年11月4日 - | 火曜 0:30 - 1:00（月曜深夜） | 遅れネット | [ 注 2 ] |
| 滋賀県         | びわ湖放送     | 独立局         | 2019年4月6日 -  | 土曜 23:00 - 23:30           | 遅れネット | [ 注 3 ] |

### 過去のネット局
| 放送対象地域 | 放送局             | 系列           | 放送期間                      | 放送時間（JST）              | ネット状況 | 備考     |
| ------------ | ------------------ | -------------- | ----------------------------- | ---------------------------- | ---------- | -------- |
| 岩手県       | 岩手めんこいテレビ | フジテレビ系列 | 2018年2月10日 - 2019年3月29日 | 土曜 1:50 - 2:20（金曜深夜） | 遅れネット | [ 注 4 ] |

## スタッフ
- 構成：つかはら、むらこし豪昭、大久保政男、夏目宗弘、水野英昭、安江渡、田中英志、松井信幸【週替り】
- 撮影：三浦貴広、染谷勉、小島隆志、小林正範、小川徹、岩崎圭介、河野浩典、後前郁夫、角川秋嗣、町田雄伍、大木大介、小川正明、佐藤和彦、九川甚彦、中島洋行、西山和哉、伴戸弘樹、田上良一、池田友(知)司、岡本亮、加藤太朗、薬袋孝人、奥野卓哉、水岡健太、西條沢栄、大島伸司、福田史基、古川祥行、篠原信幸、長谷川大典、寺田忠司、水上智重子、笠原康司、樽岡聡、二方昭雄、伊澤豪、菅良太、東海林智恵、佐藤正、位髙茂、髙橋勇士、北川弘典、松岡達也、米田喬、斎藤一仁、中橋信豪、山森義明、香月正義、松下謙二、福田照夫、柚山尚之、南村真吾、内海秀彦、相澤秀定、伊藤康宏、井澤徹、飯田一志、野中康弘、安藤英夫、末次三希雄、位髙(高)茂、花岡隆太、村山栄司、麻生健二郎、安藤孝之、中込圭、小柴健嗣、谷内典行、横山修、亀崎清史、井澤徹、岡本薫、湯原直樹、髙木聖次、長谷川浩基、小西康広、氏原一晃、福原正貴、横井瑛、寺田忠司、高木酉一、坂井巧、井上篤志、加藤正純、向理史、矢田部修、中島一洋、長沼俊文、米田喬、黒川佳輔【週替り】
- 音声：伊藤健次、涌田真也、北川弦己、丹野宏樹、横井瑛、寶田真沙美、河野典久、三橋孝裕、中田美咲、白川淳、鈴木美奈(奈美)、長沢篤、菱川雅士、田中之尚、幸田徹、内藤幸治、霜崎愛実、鈴木裕之、中田正、木村祐也、西森大介、桐山元秀、二川原博一、渡邉紘輔、永沼咲優、池田淳也、関根征宏、木村岳、池田知司、栗田琴美、加藤寛己、田中智大、田中竜也、坂下宏(広)郎、長谷川将太、屋田大地、若林宏美、武藤隆弘、鈴木一篤、後藤恵大、望月紀彦、松阪大樹、永井充、吉村望恵、赤坂悟、鈴木秀昭、岡田透、船越咲、向理史、大原貴志、今西哲也、辻夏樹、植苗義貴、森田和博、本田高志、坂井(本)拓斗、長隆紀、依田理、矢野陽平、多田汐音、吉田望恵、稲見勝、高崎祐吉、冨成英貴、御福一貴、羽鳥瑞記、武馬健二、西上美来、市原敬司、倉持友和、栗田琴美、尾崎倫彬、新堂桃子、久保遼馬【週替り】
- 編集：佐藤良正、菅野雄介、中野目勝徳、上野俊彦、早川正(政)秀、相澤英直、佐藤諒、本郷孝之、吉村政孝、但野真紗美、堀野義喜、鈴木聡、日詰しのぶ、坂朋典、小川洋行、村上祐輔、服部一太、堤晴人【週替り】
- MA：上野裕、有澤邦博、上甲典靖、東麻奈美、大矢研二、武田明賢、藤岡幸進、中川弘徳、小林竜輔、福田智大【週替り】
- 音効：塚本桂三
- CG：小島伸夫
- 技術協力：イメージランド、テクノマックスビデオセンター、JASC
- 衣装協力：ADORE、KAORU
- AP：笠原由貴、前田幸壱
- AD：花岡采来恵、加藤恭兵(平)、大澤友佳、太田雅也、石井裕士、杉山雄飛、蔦津友莉奈、佐脇基之、西晏理、山本龍飛、ゼンナロ・キアラ、鄭元碩、富高芳、大代勝也、河津麟、舌間正光、村上侑歩、臼井亮翔、藤崎祥太郎、金子望美、前田潤一郎、白坂鞠花、堂本浩世、岡田波流【週替り】
- デスク：富里美雪
- 制作協力：Koba-ki、SPARKLE、日経映像【週替り】
- ディレクター：丸山憲司、木戸正造、田所司、桑原育弘、長野友弘、佐藤千春、関口準、岸本美里、蓑野由季、伊崎真一郎、中島敏弘、伊藤唯史、熊谷充史、田上龍一、髙田雅之、野田康弘、金澤理奈絵、高山透、山本雄大（山本→以前は演出）、水野潤、益田健二郎、安納隆仁、足立聡介、宮澤豊孝、鈴木厚、濱修一、鶴田恵一、鈴木魚拓、中村稔、田口アキオ、中村亮介（中村→以前はAD）、高橋陽介、山口大輔、杉山卓也、藤原ともい、中山章、前田正樹、曽野部典久、石川巧、松田三四郎、細野雅人、松尾雄輔、松岡伸行、張雅要、星智子、大江伸也、鈴木宏幸、伊波良、足立聡介、山崎俊一、守本梨沙、高沢和樹【週替り】
- プロデューサー：竹島博幸、小林源太郎【毎週】/東海伸治、大野健一、水村由貴子、安元秀幸、鷹栖晴奈、阿具根健、田島清順、清水一博、田島清順、松田麻希、中山政博、水津敏志哉【週替り】
- 制作著作：テレビ東京、テレビ東京制作

### 過去のスタッフ
- 音効：宮川亮、矢野弘明
- CG：柴田直哉
- 番宣：浅井玲伊子、増田武史
- デスク：仲川幸子、関口奈津美
- 協力：和氣美紀夫
- 演出：蓑上知生、西敬輔
- プロデューサー：只野研治、岩尾庄一郎、園部雄一郎（一時離脱→復帰）、池野東一/本間敦、浜島里恵子【週替り】